# 바이바스바타 마누
바이바스바타 마누(산스크리트어: वैवस्वत मनु) 또는 쉬랏다데바, 사티야브라타는 힌두 신화에서 현재 인류의 조상인 마누이다. 그는 힌두교 우주론의 현재 칼파의 14마누 중 일곱 번째이다.
그는 태양신 비바스바나와 그의 아내 사란유의 아들이다. 그는 비슈누 신의 아바타라인 마츠야에게 대홍수가 일어난다는 경고를 받고 그의 가족과 사프타리쉬를 안전하게 태울 배를 만들어 인류를 구했다.

## 가계
푸라나에 따르면 쉬랏다데바의 족보는 다음과 같다.
1. 브라흐마
2. 브라흐마가 만든 10프라자파티들 중 하나인 마리치 .
3. 카샤파, 마리치의 아들과 그의 13명의 아내 중 칼라가 유명하다. 카샤파는 인류의 조상 중 하나로 간주된다.
4. 비바스반 또는 수리야, 카샤파와 아디티의 아들 .
5. 바이바스바타 마누

## 전설
쉬랏다데바는 마츠야 푸라나에서 드라비다 왕국의 왕으로 알려져 있다. 마츠야 푸라나에 따르면, 쉬랏다데바가 말라야산을 흐르는 강에서 손을 씻는 동안 비슈누의 화신인 마츠야가 샤파리(작은 잉어)의 형태로 나타났다.
작은 물고기는 왕에게 구해 달라고 부탁했고, 가엾은 마음에 물동이에 담았다. 왕이 먼저 그것을 더 큰 주전자에 넣은 다음 우물에 넣을 때까지 계속 커졌다. 그 우물이 또한 계속 성장하는 물고기에게 충분하지 않다는 것이 증명되었을 때, 왕은 그것을 수면 위와 땅 위의 높이 2개의 요자나(16마일)와 너비 8마일의 요자나(8마일)인 수조에 넣었다. 그것이 점점 커지자 왕은 그 물고기를 강에 놓아야 했고, 강으로도 모자라는 것을 알게 되자 바다에 놓았는데, 그 후에는 광활한 큰 바다에 거의 가득 찼다.
그 때 비슈누가 자신을 드러내며 왕에게 곧 올 파괴적인 홍수에 대해 알렸다. 왕은 대홍수가 끝나고 대양과 바다가 물러간 후에 그의 가족, 사프타리쉬, 아홉 종류의 씨앗, 그리고 지구를 다시 살릴 동물을 실은 거대한 배를 만들었다. 대홍수 때 비슈누는 뿔 달린 물고기로, 셰샤는 밧줄로 나타나 왕이 물고기의 뿔에 배를 고정시켰다.
배는 나우반다나(Naubandhana)라고 불리는 히마바트의 최고봉 정상에 대홍수 후에 정박했다. 대홍수 후, 마누의 가족과 일곱 현자들은 지구를 다시 채웠다. 푸라나에 따르면 마누의 이야기는 7번째 만반타라인 현 만반타라에서 28차투르요가 이전에 발생한 사건으로, 이는 1억 2천만년 전으로 추산된다.
이 이야기는 길가메시 홍수 신화나 창세기 홍수 이야기와 같은 다른 대홍수 신화와 유사하다.

## 자손
쉬랏다데바는 쉬랏다와 결혼하여 각각 찬드라밤사와 수리야밤사의 조상인 일라와 이크슈바쿠를 포함하여 10명의 자녀를 두었다.
마하바라타에서는 다음과 같이 적혀있다:
그리고 마누는 위대한 지혜를 타고났고 미덕에 헌신했다. 그리고 그는 선의 창시자가 되었다. 이윽고 마누의 종족에서는 모든 인간이 태어났으며, 따라서 '마나바'라고 불렸다. 그리고 브라만, 크샤트리야, 바이샤, 수드라 등을 포함한 모든 사람들이 계승되었으며, 따라서 모두 마나바라고 불힌다. 그 후, 브라만들은 크샤트리야들과 통합되었다. 그리고 브라만이었던 마누의 아들들은 베다의 연구에 헌신했다. 그리고 마누는 이크슈바쿠, 드리슈타, 나리쉬얀타, 디슈타, 니가, 카루샤, 사리아티, 나브하가, 프란슈, 프리사드라, 그리고 딸 일라를 얻었다. 그들은 모두 크샤트리야의 실천에 몸을 맡겼다. 이것들 외에도, 마누에게는 지구상에 50명의 다른 아들들이 있었다. 그러나 우리는 그들이 서로 다투다가 모두 죽었다는 소식을 들었다.

## 신지학
신지학에서 "바이바스바타 마누"는 마이트레야 및 마하 초한과 함께 고대 베다 현자의 입문 최고 수준에서 가장 중요한 존재 중 하나이다. 신지학에 따르면 각 뿌리 인종은 이전 뿌리 인종 개인의 진보된 몸으로 물리적으로 화신하고 적합한 여성 파트너와 함께 새로운 뿌리 인종의 첫 번째 개인을 육체적으로 번식시키는 고유한 마누를 가지고 있다.

## 참고 문헌
- Thapar, Romila (2013), 《The Past Before Us》, Harvard University Press, ISBN 978-0-674-72651-2